# Адамс (Висконсин)
Адамс (енгл. Adams) град је у америчкој савезној држави Висконсин.

## Демографија
По попису из 2010. године број становника је 1.967, што је 53 (2,8%) становника више него 2000. године.
| Група             | 2000.         | 2010.         |
| Белци             | 1.847 (96,5%) | 1.847 (93,9%) |
| Афроамериканци    | 3 (0,2%)      | 25 (1,3%)     |
| Азијати           | 1 (0,1%)      | 9 (0,5%)      |
| Хиспаноамериканци | 37 (1,9%)     | 46 (2,3%)     |
| Укупно            | 1.914         | 1.967         |